# Амалия Хенриета Шарлота фон Золмс-Барут
Амалия Хенриета Шарлота фон Золмс-Барут (на немски: Amalie Henriette Charlotte Gräfin zu Solms-Baruth; * 30 януари 1768, Кличдорф до Осечница, Долносилезко войводство, Полша; † 31 октомври 1847, Карлсруе) е графиня от Золмс-Барут и чрез женитба княгиня на Хоенлое-Лангенбург (1789 – 1825).

## Произход
Тя е най-голямата дъщеря на граф Йохан Кристиан II фон Золмс-Барут (1733 – 1800) и втората му съпруга му графиня Фридерика Луиза София Ройс-Кьостриц (1748 – 1798), дъщеря на граф Хайнрих IV (VI) Ройс-Шлайц-Кьостриц, старата линия (1707 – 1783) и маркиза Хенрика Йоана Франциска Сузана де Касадо (1725 – 1761).

## Фамилия
Амалия Хенриета Шарлота фон Золмс-Барут се омъжва на 30 януари 1789 г. в дворец Кличдорф за княз Карл Лудвиг фон Хоенлое-Лангенбург (* 10 септември 1762; † 4 април 1825), първият син на княз Кристиан Албрехт фон Хоенлое-Лангенбург (1726 – 1789) и принцеса Каролина фон Щолберг-Гедерн (1732–1796). Те имат 13 деца:
- Луиза (1789 – 1789)
- Елиза Елеонора Шарлота (1790 – 1830), ∞ 10 септември 1812 ландграф Виктор Амадей фон Хесен-Ротенбург, херцог на Ратибор (1779 – 1834)
- Каролина Фридерика Констанца (1792 – 1847), ∞ 29 март 1815 за княз Франц Йозеф фон Хоенлое-Шилингсфюрст (1787 – 1841)
- Емилия Фридерика Кристиана (1793 – 1859), ∞ 25 юни 1816 граф Фридрих Лудвиг Хайнрих фон Кастел-Кастел (1791 – 1875)
- Ернст Кристиан Карл (1794 − 1860), ∞ 18 февруари 1828 принцеса Анна Феодора фон Лайнинген (1807 − 1872), дъщеря на княз Емих Карл фон Лайнинген
- Фридрих (1797 – 1797)
- Мария Хенриета (1798 – 1798)
- Луиза Шарлота Йохана (1799 – 1881), ∞ 19 април 1819 принц Адолф фон Хоенлое-Ингелфинген (1797 – 1873)
- Йохана Хенриета Филипина (1800 – 1877), ∞ 21 март 1829 граф Емил Кристиан фон Ербах-Шьонберг (1789 – 1829)
- Мария Агнес Хенриета (1804 – 1833), ∞ 31 май 1827 наследствен принц Константин фон Льовенщайн-Вертхайм-Розенберг (1802 – 1838)
- Густав Хайнрих (1806 – 1881)
- Хелена (1807 – 1880), ∞ 11 септември 1827 херцог Евгений фон Вюртемберг (1788–1857)
- Йохан Хайнрих (1810 – 1830)

Чрез браковете на нейните деца и внуци се създават връзки с водещите благороднически фамилии на Европа:
- Августа Виктория фон Шлезвиг-Холщайн-Зондербург-Августенбург (1858 – 1921), внучка на синът ѝ Ернст, е последната германска императрица и кралица на Прусия, съпруга на Вилхелм II
- Ханс-Адам II фон Лихтенщайн е правнук на инфанта Мария Тереза Португалска, чиято майка Аделхайд е внучка на Карл Лудвиг
- Велик херцог Хенри фон Люксембург е също потомък на Аделхайд чрез нейната дъщеря Мария Анна Португалска (1861–1942).
- Майката на Карл XVI Густаф от Швеция Сибила Сакскобургготска е правнучка на дъщерята на синът ѝ Ернст
- Кралица Беатрикс Нидерландска е дъщеря на Бернхард, който е правнук на дъщеря ѝ Емилия
- Кралица София Испанска и Константин II от Гърция са деца на Фредерика Хановерска, чиято баба императрица Августа Виктория е внучка на синyt ѝ Ернст